# Viktoria Savs

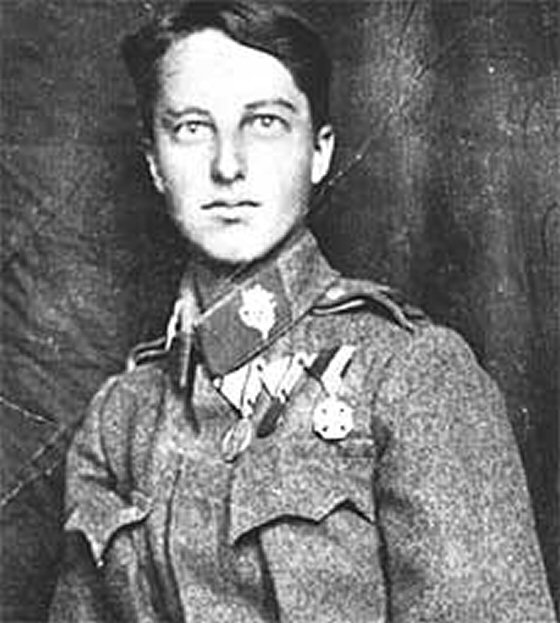
Viktoria Savs

Viktoria Savs (* 27. Juni 1899 in Bad Reichenhall; † 31. Dezember 1979 in Salzburg) war eine von zwei bekannten österreichischen Frontsoldatinnen des Ersten Weltkriegs. Sie diente mit Wissen ihrer Vorgesetzten, doch praktisch als Frau unerkannt, an der Dolomitenfront. Nach einer schweren Verwundung im Mai 1917 kam sie ins Lazarett. Für ihren Einsatz und ihre Tapferkeit wurde sie mehrfach ausgezeichnet. Sie erlangte als das „Heldenmädchen von den Drei Zinnen“ einen höheren Bekanntheitsgrad.

## Leben

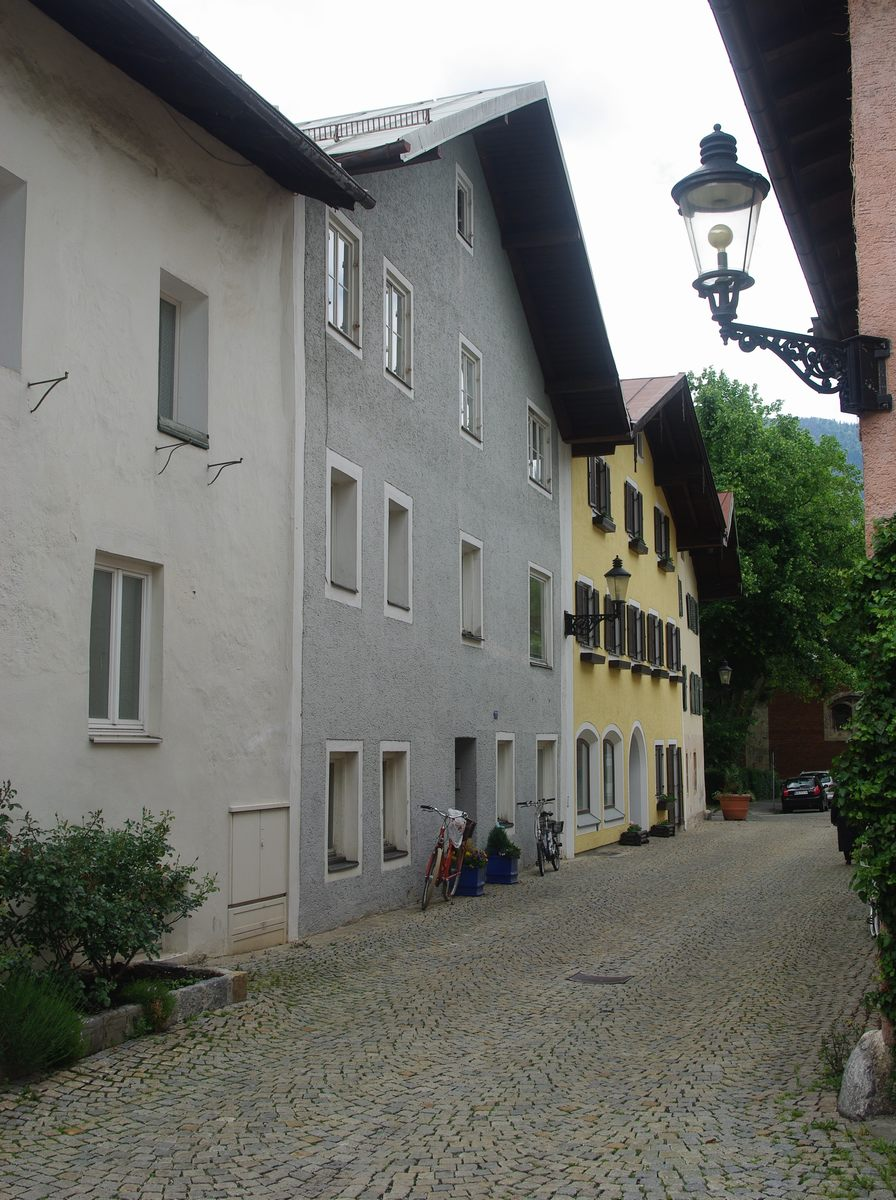
Florianiplatz 8, 6 und 4 in Bad Reichenhall

Viktoria Savs kam 1899 im heutigen Haus Nr. 6 am Florianiplatz in Bad Reichenhall zur Welt. Ihre Eltern trennten sich, als sie fünf Jahre alt war, und sie wuchs – als älteste von drei Schwestern – fortan bei ihrem Vater Peter in Arco, in der Nähe des Gardasees, auf. Kurz vor Ausbruch des Ersten Weltkriegs zogen Vater, ein Schuhmachermeister, und Tochter nach Obermais bei Meran. 1914 wurde der Vater zu den Kaiserjägern einberufen und in das russisch besetzte Galizien geschickt. Nach einer schweren Verletzung kam er nach Hause, und nach seiner Genesung schloss er sich als Freiwilliger dem Landsturm an. Die gerade 16-jährige Viktoria Savs, die sich nicht mehr von ihrem Vater trennen wollte, täuschte die Musterungskommission in Meran über ihr Geschlecht und konnte so am 10. Juni 1915 ins Standschützenbataillon Meran I eintreten. In diesem Bataillon, das seit 21. Mai 1915 auf der Hochfläche von Lavarone (südöstlich von Trient) im Einsatz stand, diente sie unerkannt als Trainsoldat (Schanzarbeiter) „Victor Savs“. Erst am 8. Dezember 1916 erreichte sie bei Armeekommandant Erzherzog Eugen die Genehmigung, als freiwilliger Landsturmarbeiter mit der Waffe in der Hand zu dienen, und rückte zum Landsturminfanteriebataillon Innsbruck II ein, in dem auch ihr Vater als Zugsführer diente. Sie erhielt auch die geheime Genehmigung zum Fronteinsatz.

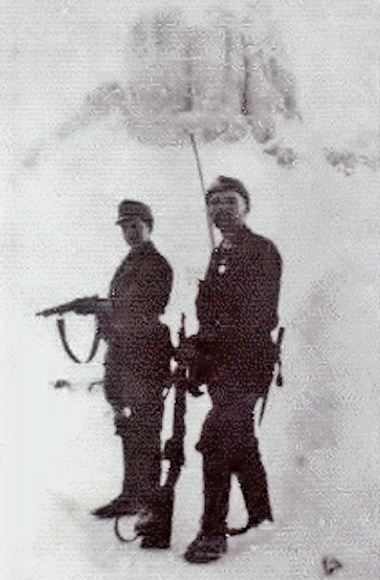
Viktoria Savs mit ihrem Vater Peter an der Front

Außer einigen wenigen Offizieren war niemandem bekannt, dass der Soldat Viktor Savs in Wirklichkeit eine Frau war. Im Fronteinsatz zeigte sie Talent beim Führen von Lasttieren und als Meldegänger auf Skiern. Am 1. Dezember 1916 wurde sie einem Hauptmann als Ordonnanz zugeteilt und nahm bald darauf sogar an Kampfhandlungen im Frontabschnitt Drei-Zinnen-Plateau (Tre Cime) teil. Bei einem Angriff auf italienische Stellungen in den Sextener Dolomiten am 11. April 1917 führte sie allein und unter gegnerischem Artilleriefeuer eine Gruppe von 20 gefangenen Italienern hinter die österreichischen Linien. Für Tapferkeit und vorbildliche Führung wurde sie mehrfach ausgezeichnet, unter anderem erhielt sie die Tapferkeitsmedaille in Bronze, das Karl-Truppenkreuz sowie die Große Silberne Tapferkeitsmedaille.
Ihr Fronteinsatz endete mit einer Verwundung, die sie am 27. Mai 1917 erlitt: Durch einen Granateinschlag löste sich ein Felsblock, der ihr den rechten Fuß zerschlug, so dass er nur noch von einigen Sehnen am Bein gehalten wurde. Sie wurde ins Lazarett des Feldlagers Sillian transportiert, wo ihr Bein unterhalb des Knies amputiert werden musste. Noch vor dem Lazarettaufenthalt war im Jänner 1917 durch ihren Vater bekannt gemacht geworden, dass es sich bei dem Soldaten „Viktor Savs“ um eine Frau handelte. Nicht mehr fronttauglich, begann sie für das Österreichische Rote Kreuz zu arbeiten und wurde dort später mit dem silbernen Verdienstkreuz ausgezeichnet.
Nach dem Krieg kam sie über Hall in Tirol und verschiedene Orte in Deutschland nach Salzburg, wo sie sich 1938 niederließ.
Sie nahm bis in die 1950er Jahre gelegentlich an Veteranentreffen teil; dokumentiert ist ihre Teilnahme an einem Treffen in den 1930er Jahren. Am 26. Oktober 1938 beantragte sie die Aufnahme in die NSDAP und wurde rückwirkend zum 1. Mai aufgenommen (Mitgliedsnummer 6.346.727). Über politische Tätigkeiten ist nichts bekannt, doch wurde in den Vorkriegsjahren des Zweiten Weltkriegs propagandistisch über sie berichtet.
Viktoria Savs starb im Alter von 80 Jahren am 31. Dezember 1979 in Salzburg. Sie wurde mit all ihren Auszeichnungen im Salzburger Kommunalfriedhof beigesetzt.

## Würdigungen
Der Unteroffiziers-Lehrgang 1999 der Heeresunteroffiziersakademie (HUAk) des österreichischen Bundesheeres ist nach ihr benannt.